# Gens Màl·lia
La gens Màl·lia (en llatí Mallia gens) va ser una gens romana d'origen plebeu. Sovint aquest nom es confon amb la gens Mànlia, i en gairebé totes les inscripcions i textos on es llegeix Malius, algunes autoritats llegeixen Manlius. Però les antigues inscripcions i els millors manuscrits indiquen que Mallius és la lectura correcta. Aquest nom, que no era gaire conegut, va ser alterat en el més conegut de Manlius.
Només un membre de la família va arribar a les altes magistratures de l'estat: Gneu Mal·li Màxim que va ser cònsol l'any 105 aC. Gai Mal·li va participar el 63 aC a la conspiració de Catilina.